# Fear of missing out
Die Fear of missing out (deutsch: Angst, etwas zu verpassen, Akronym FOMO) ist die Befürchtung, dass Informationen, Ereignisse, Erfahrungen oder Entscheidungen, die das eigene Leben verbessern könnten, verpasst werden. Damit einher geht die Angst, dass Entscheidungen bezüglich möglicher Teilnahme bereut werden könnten. FOMO ist gekennzeichnet durch das Bedürfnis, ständig mit dem in Verbindung zu bleiben, was in relevant erscheinenden Bereichen geschieht. Der FOMO wurden seit etwa 2010 einer Reihe von negativen psychischen Symptomen zugeschrieben, sie gilt aber bislang nicht als anerkannte Krankheit.

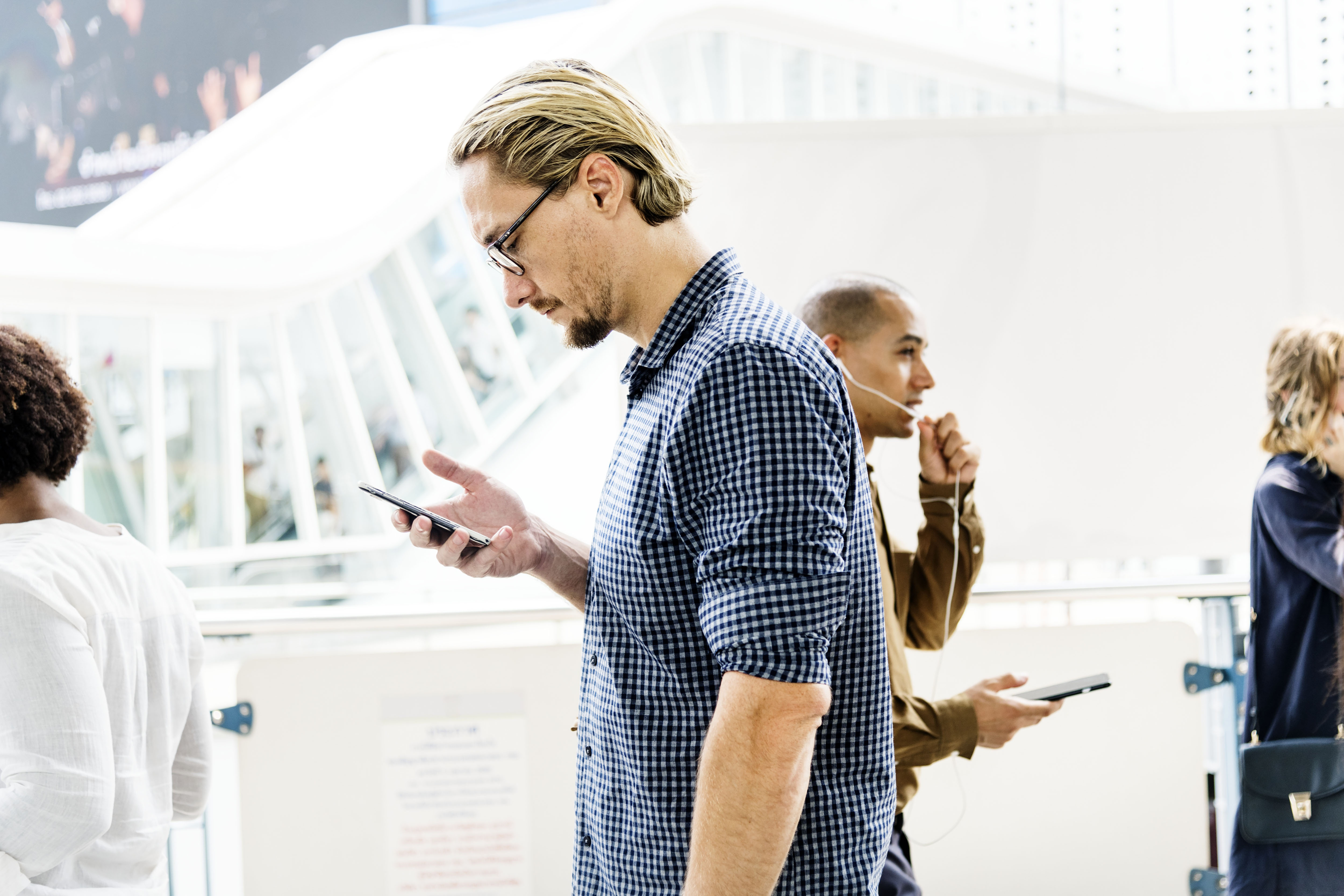
Smartphones ermöglichen es ständig mit sozialen und beruflichen Netzwerken in Kontakt zu bleiben. Dies kann, aus Angst etwas zu verpassen, dazu führen, dass empfangene Nachrichten oder Statusaktualisierungen zwanghaft überprüft werden.

Mit den technologischen Fortschritten hat das Potential für FOMO zugenommen. Soziale Netzwerke schaffen viele Möglichkeiten für FOMO, da sie zwar die Möglichkeiten für soziale Beteiligung vergrößern, aber auch Einblick in einen endlosen Strom von Aktivitäten bieten, an denen der Konsument nicht beteiligt ist. FOMO kann zu krankhafter Abhängigkeit von sozialen Medien führen. FOMO ist auch in den Bereichen Videospiele, Investitionen und Unternehmensmarketing präsent. FOMO wird mit einer Zunahme von Depressionen, Angstzuständen und einer verringerten Lebensqualität assoziiert.

## Geschichte
Das Phänomen wurde erstmals 1996 durch den Marketingstrategen Dan Herman im Zusammenhang mit der verstärkten Nutzung von Mobiltelefonen, SMS und sozialen Medien beschrieben. Der Begriff FOMO wurde 2004 durch eine Kolumne des Autors Patrick J. McGinnis geprägt. Der Kommentar wurde in The Harbus, dem Magazin der Harvard Business School, veröffentlicht und behandelte vorwiegend das verwandte Befinden, „Fear of a Better Option“ (Angst einer besseren Option, FOBO), und ihre Rolle im sozialen Leben der Schule.

## Auftreten
Vier von zehn jungen Menschen berichteten manchmal oder oft von FOMO. Es wurde festgestellt, dass FOMO negativ mit dem Alter korreliert, und Männer häufiger als Frauen darüber berichten.
Das Auftreten von FOMO lässt sich dabei in verschiedenen Bereichen beobachten:

### Soziale Medien
Die Angst, etwas zu verpassen, korreliert positiv mit einer verstärkten Nutzung sozialer Medien. Soziale Medien verbinden Einzelpersonen und zeigen das Leben anderer auf ihrem Höhepunkt. Ausschlaggebend hierbei ist, dass man sich durch soziale Medien einer unverhältnismäßigen Menge an Aktivitäten bewusst wird, an denen man nicht beteiligt ist. Des Weiteren werden durch das hohe Aufkommen manipulierter oder überinszenierter Beiträge auf solchen Online-Plattformen unangemessene Erwartungen gefördert. Dies verfälscht den Vergleich mit den eigenen Aktivitäten und erhöht damit die Wahrscheinlichkeit für FOMO. Damit geht einher, dass die eigenen Entscheidungen angezweifelt werden und Gefühle wie Angst, Einsamkeit und Unzulänglichkeit hervorgerufen werden können (siehe Abschnitt: Symptome). FOMO-Betroffene suchen möglicherweise zunehmend Zuflucht im sozialen Leben anderer und konsumieren eine eskalierende Menge an Echtzeitinformationen. Social-Media-Plattformen, die mit FOMO in Verbindung gebracht werden, umfassen Snapchat, Facebook und Instagram.

### Videospiele
In Videospielen kann FOMO unter zwei Aspekten wiedergefunden werden:

#### Zugehörigkeit
Das Bedürfnis nach Gruppenzugehörigkeit spielt in Videospielen, ähnlich wie in allen anderen Lebensbereichen, eine große Rolle. So können Aktivitäten oder Ansprüche dieser Gruppen ebenso FOMO auslösen, die bis zur Videospielsucht eskalieren kann.

#### Zeitliche Limitierungen
Zweitere FOMO ist die Angst, die darin besteht, die Möglichkeit zu verpassen, In-Game-Items zu erhalten oder Aktivitäten abzuschließen, die nur für eine begrenzte Zeit verfügbar sind, wie z. B. die in Battle Passes. Dies ist besonders häufig bei Multiplayer-Videospielen der Fall, bei denen solche Gegenstände zwar meist kosmetischer Natur sind, aber soziales Ansehen innerhalb der Spielgemeinschaft genießen können. Das Versäumnis, einen limitierten Gegenstand zu erwerben, kann, insbesondere in Gruppen jüngerer Spieler, zu sozialer Ausgrenzung führen.

### Investments
FOMO spielt eine einflussreiche Rolle für den Anlagemarkt von Kryptowährungen. Mit dem medial präsenten Erfolg einiger Investoren, entsteht unter Anlegern der Wunsch, ebenfalls an der nächsten, schnell im Wert steigenden Währung zu profitieren. Die Befürchtung, genau diese Gelegenheit zu verpassen, hat bei vielen Kryptowährungen den Aufstieg sogenannter Pump-and-Dump-Systeme ermöglicht, bei denen Investoren diese Art FOMO ausnutzen, um den Preis von Kryptowährungen künstlich zu erhöhen und sie im Anschluss mit Rendite zu verkaufen, während Händler der unteren Ebene keine Gewinne verzeichnen können.
FOMO ist auch am regulären Aktienmarkt weit verbreitet. So besteht die Befürchtung, große Gewinne durch Aktien zu verpassen, wenn sich der Markt zuvor auf einem Tiefpunkt befand. Dabei erfahren verschiedene Aktien, sogar im selben Sektor, unterschiedliche FOMO-Niveaus. So ist bei wertvollen Aktien mehr FOMO zu beobachten als bei günstigen.

### Marketing
Werbe- und Marketingkampagnen können auch darauf abzielen, FOMO im Rahmen verschiedener Marketingstrategien zu schüren. Beispiele hierfür sind die Kampagne Don't be left behind von AT&T, die Kampagne Stay in charge von Duracell für Powermat und die Kampagne Sunrise von Heineken. Die Kampagne Don't be left behind von AT&T nutzte FOMO, um Menschen dazu zu bringen, ihrem Netzwerk beizutreten, um Nachrichten und E-Mails bei schnellen 4G-Geschwindigkeiten zu erhalten, um keine Meldungen von Freunden mehr zu verpassen. Die Duracell Powermat Stay in charge-Kampagne präsentierte vier leere Telefone und machte den Zuschauern bekannt, dass die Besitzer der Telefone Neuigkeiten verpassen würden, nur weil sie die Ladetechnologie von Duracell nicht nutzen. Heinekens Sunrise-Kampagne zielte darauf ab, verantwortungsbewusstes Trinken zu fördern, indem sie das Versäumen der besten Teile einer Party als Konsequenz des übermäßigen Trinken darstellten.
Die Nutzung der FOMO der Fernsehzuschauer soll auch höhere Einschaltquoten fördern. Live-Updates über wichtige soziale Ereignisse ermöglichen ein ansprechenderes Konsumerlebnis und eine schnellere Verbreitung von Informationen. So wird davon ausgegangen, dass die Live-Tweets über den Super Bowl mit höheren TV-Einschaltquoten korrelieren, da das Format für FOMO attraktiv und die Nutzung sozialer Medien weit verbreitet ist.

## Forschung und Anwendung
Eine Studie von Appel et al. (2019) untersucht die Zusammenhänge zwischen FOMO und abgelenktem Verhalten von Fußgängern. Die Studie zeigt, dass Personen mit höherem FOMO dazu neigen, ihr Smartphone häufiger beim Gehen zu nutzen, was zu gefährlichen Verkehrssituationen führen kann. Dabei kam eine deutschsprachige Version der FOMO-Skala zum Einsatz, die speziell für diese Untersuchung entwickelt wurde.
Die Forschungsergebnisse zeigten auch, dass ein höheres Maß an FOMO mit negativeren psychologischen Konsequenzen wie erhöhtem Stress und verminderter Lebenszufriedenheit verbunden ist. Zudem korrelierte FOMO mit einer intensiveren Nutzung von Smartphones und sozialen Medien, was negative Auswirkungen auf den Alltag der Betroffenen haben kann.

## Symptome
Unter FOMO werden die psychischen Verhaltensweisen zusammengefasst, die aus der Angst, etwas zu verpassen, resultieren. Derartige Gefühle sind bis zu einem gewissen Grad normal und können den Zusammenhalt und das Zugehörigkeitsgefühl in einer Gruppe fördern und begleiten die Menschheit bereits seit den Anfängen ihrer sozialen Ordnung. Im Folgenden werden die allgemein als schädlich betrachteten Auswirkungen behandelt.

### Psyche
Das überdurchschnittlich häufige Auftreten von FOMO wird mit Defiziten in sonstigen psychologischen Bedürfnissen in Verbindung gebracht. So zeigten Testpersonen mit einer geringeren psychologischen Grundzufriedenheit eine erhöhte Anfälligkeit für FOMO. Umgekehrt reduziert FOMO aber auch das psychologische Wohlbefinden. So zeigten Studien, dass FOMO die allgemeine Stimmung und die Lebenszufriedenheit senkt, das Selbstwertgefühl verringert und zu gesteigertem Stress und verstärkter Erschöpfung führt. Darüber hinaus führt FOMO unmittelbar zu negativen sozialen und emotionalen Erfahrungen wie Langeweile und Einsamkeit, und beeinträchtigt die Achtsamkeit.

### Verhalten
Aus FOMO resultiert das Bedürfnis, sozial zu interagieren und soziale Verbindungen zu stärken. Die Angst, etwas zu verpassen, führt nicht nur zu negativen psychologischen Effekten, sondern verstärkt nachweislich auch negative Verhaltensmuster. Mit dem Ziel, soziale Verbindungen aufrechtzuerhalten, werden negative Gewohnheiten gebildet oder verstärkt. Die Angst, etwas zu verpassen, das von digitalen Verbindung herrührt, wurde insbesondere bei Jugendlichen positiv mit schlechten Technologiegewohnheiten korreliert. Zu diesen negativen Gewohnheiten gehörten längere Bildschirmzeiten, das Überprüfen von sozialen Medien im Unterricht oder das Schreiben von Nachrichten während des Autofahrens. Mehrere Studien haben mit wachsendem Ausmaß an FOMO auch eine Verringerung des Schlafpensums festgestellt. Eine andere Studie hat eine negative Auswirkungen von FOMO auf Entscheidungen in Zusammenhang mit Alkohol hervorgehoben, wie z. B. das Trinken von Minderjährigen und Alkoholexzesse.

## Diagnose
Da FOMO keine anerkannte Krankheit ist und somit keine eindeutigen Kriterien für das Vorliegen von FOMO existieren bzw. die Übergänge von „noch normal“ bis hin zu psychisch auffälliger FOMO fließend sind, muss sich eine Diagnose an mehreren parallel auftretenden Symptomen orientieren.
Eines der wichtigsten Kriterien hierbei ist die Abhängigkeit von sozialen Medien, insbesondere der Zwang, ständig Meldungen verfolgen zu müssen und teils selbst ständig posten zu müssen. Als bezeichnend gilt ein Verhalten, das Sozialkontakte oder die Leistungs- und Konzentrationsfähigkeit im beruflichen oder sonstigen Alltag beeinträchtigt.

## Behandlung und Prognose
Um dem Phänomen entgegenzuwirken, muss zunächst erkannt werden, dass Medien problematisch genutzt werden. Mehr als der Versuch, gänzlich auf soziale Medien zu verzichten, kann es Betroffenen helfen, den Gebrauch der sozialen Medien zu reflektieren und auf eine rationalere Ebene zu stellen.  Hilfreich kann auch die Beschränkung des Medienkonsums auf bestimmte Zeiten und die Stärkung des Selbstbewusstseins dahingehend sein, dass Eigenständigkeit und selbstbestimmte Aktivitäten befriedigender sind als die ständige Anpassung an den Mainstream.
Aus FOMO können sich Angst- oder Panikstörungen entwickeln, die eine deutliche Verminderung der Lebensqualität zur Folge haben. In schweren Fällen findet ein Rückzug  aus dem gesellschaftlichen Leben statt und dem Betroffenen ist es nicht mehr möglich, den alltäglichen Verpflichtungen nachzugehen und damit berufliche oder private Aufgaben zu erfüllen.